# Fredrik Ousbäck
Fredrik Ousbäck, född 11 oktober 1963 i Uppsala,[källa behövs] är en svensk historiker och filmare som bland annat är känd för sin forskning kring Rökstenens tolkning och för sin youtube-kanal Format Historia som skildrar Sveriges förhistoria från ett akademiskt perspektiv.

## Biografi
Ousbäck har en kandidatexamen i historia från 2007 och en magisterexamen i historia från 2010 och har bland annat studerat under filologen och runologen Jan Paul Strid vid Linköpings universitet.

### Rökstenen
Fredrik Ousbäck har skapat över 80 videoklipp på youtube angående Rökstenen och dess tolkning. Han har uppmärksammats för sin C-uppsats ”Rökstenens och futharkens platonska kosmologi” från 2007 där han kritiserar att Rökstenen förutsätts vara monosekventiell, det vill säga det är en enda ”rätt” väg genom inskriften som ska identifieras, vare sig det är ristarens eller läsares. Han framhåller att i en ristning där varje avsnitt fått en avsiktlig placering borde kompositionen i sig betraktas som betydelsebärande.
Bland Ousbäcks diverse teorier om Rökstenen har en upptäckt blivit allmänt accepterad av stenens forskarväsen; att partiet rhfþrhisiatun, som är ett förskjutningschiffer, även kan dechiffreras till större delen av den yngre futharken. Stycket tros ska uppdelas som rhfþrhis och iatun, där efterledet torde betyda jätte. Förskjuts rhfþrhis så att var runtecken ersätts av det tecken som följer närmast efter i den yngre futharken läses stycket knuoknat, alltså knūa knatti, ”kunde krossa/kraftfullt forma” -jätten. Men det Ousbäck upptäckt är att dechiffreringen ger ett dubbelt resultat. Förskjutningen stavar även ut större delen av futharken om man behåller lönnrunorna i följd med förskjutningen:
r→k, h→n, f→u, þ→ą, r→k, h→n, i→a, s→t (hela yngre futharken: f u þ ą r k h n i a s t b m l ʀ).
Enbart de två första förskjutningarna hör ej till futharken och tros vara till för att den primära följden ska fungera.
Ousbäck uppmärksammades för detta 2015 av språkvetaren Per Holmberg och har fått samtycke av språkforskaren Bo Ralph och språkforskaren och runologen Henrik Williams.